# Heinrich Gross
Heinrich Iwanowicz Gross (ros. Генрих Иванович Гросс; ur. w 1713, zm. w 1765) – rosyjski dyplomata, poseł rosyjski w Rzeczypospolitej.
Od 1736 pracownik rosyjskiego poselstwa w Wielkiej Brytanii, w 1738 zatrudniony w poselstwie we Francji, od 1741 mianowany sekretarzem poselstwa w Paryżu. Od 1744 chargé d’affaires, w latach 1745–1748 rosyjski poseł nadzwyczajny i minister pełnomocny we Francji.
W latach 1749–1750 był posłem rosyjskim w Prusach. W latach 1761–1764 poseł w Zjednoczonych Prowincjach Niderlandów. Od 1763 był ministrem pełnomocnym w Londynie.